# Cupania bracteosa
Cupania bracteosa är en kinesträdsväxtart som beskrevs av Ludwig Radlkofer. Cupania bracteosa ingår i släktet Cupania och familjen kinesträdsväxter. Inga underarter finns listade i Catalogue of Life.